# 梅里卡爾維亞

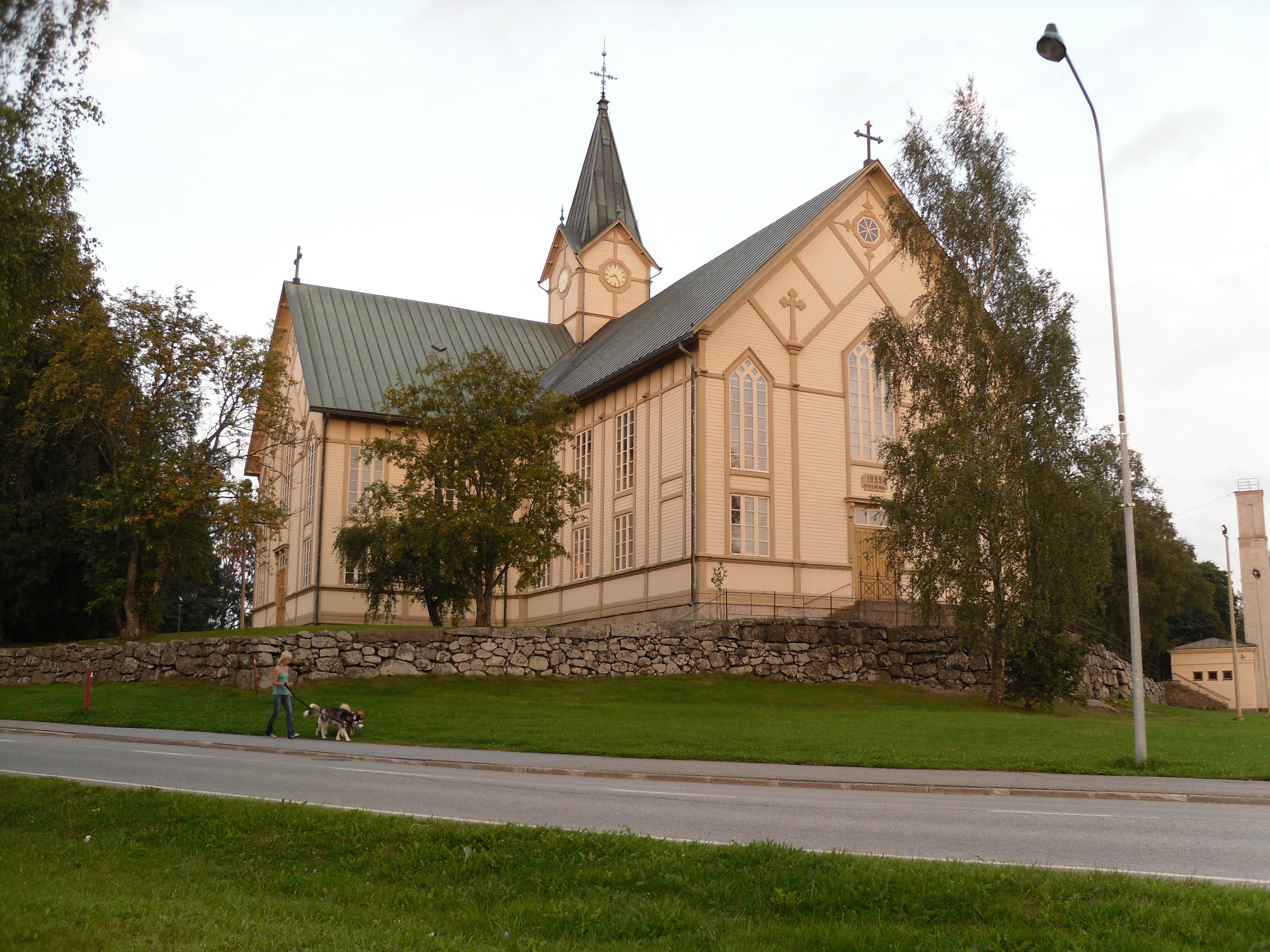
梅里卡爾維亞教堂

梅里卡爾維亞（芬蘭語：Merikarvia）是芬蘭的市鎮，位於該國西南部，在薩塔昆塔區内，始建於1639年，面積1,246平方公里，2013年人口3,303，人口密度為每平方公里7.41人。

## 外部連結
- 梅里卡爾維亞市镇官方网站 （页面存档备份，存于） （文） （瑞典文） （英文）